# Blepharella setigera
Blepharella setigera är en tvåvingeart som först beskrevs av Corti 1895.  Blepharella setigera ingår i släktet Blepharella och familjen parasitflugor. Inga underarter finns listade i Catalogue of Life.